# Adolf Podivínský
Adolf Podivínský (22. ledna 1916, Vrahovice – 3. března 1942, Severní moře) byl voják Československé armády, příslušník RAF, kde působil jako palubní střelec.

## Životopis
Po okupaci Československa emigroval do Francie, kde 26. září 1939 vstoupil do československých zahraničních jednotek.
Ve Velké Británii později působil v hodnosti rotného (sergeant) v 311. československé bombardovací perutě RAF Účastnil se operačního letu na Paříž a Emden, letoun byl sestřelen při zpátečním letu nad Severním mořem. Spolu s ním zahynulo i dalších pět českých příslušníků RAF.
Je pohřben v Creilu ve Francii. In memoriam byl povýšen do hodnosti podplukovníka.[zdroj?]
Jeho jméno je uvedeno na 91. panelu pomníku v Runnymede ve Velké Británii.